# The Fate of the Furious
The Fate of the Furious (bra: Velozes e Furiosos 8; prt: Velocidade Furiosa 8), também conhecido como Fast & Furious 8, Fast 8 e Furious 8, e estilizado F8, é um filme de ação estadunidense de 2017, dirigido por F. Gary Gray e escrito por Chris Morgan. O filme é o oitavo da franquia Velozes e Furiosos, e estrelado por Vin Diesel, Dwayne Johnson, Jason Statham, Michelle Rodriguez, Tyrese Gibson, Chris ''Ludacris'' Bridges, Nathalie Emmanuel, Kurt Russell, Scott Eastwood, Charlize Theron e Helen Mirren.
The Fate of the Furious é o primeiro episódio da franquia, desde The Fast and the Furious: Tokyo Drift, sem a presença de Paul Walker, que morreu em um acidente de carro em 30 de novembro de 2013, e Jordana Brewster.
A pré-estreia de F8 ocorreu em Berlim, na Alemanha, em 4 de abril de 2017, chegando no Brasil e em Portugal no dia 13 de abril de 2017. Estreou nos Estados Unidos em 14 de abril de 2017 nos formatos convencional, 3D, IMAX 3D e 4DX. Recebeu críticas favoráveis, destacando-se o ritmo, as performances do elenco e as sequências de ação. Porém, por outro lado, a narrativa foi recebida de forma negativa por alguns críticos. Com um orçamento de US$ 250 milhões, The Fate of The Furious se torna o filme de maior orçamento da franquia. Deteve o recorde de maior abertura da história com US$ 541,9 milhões apenas no primeiro final de semana em todo o mundo, superando Star Wars: The Force Awakens, que fizera US$ 529 milhões em 2015, porém, foi ultrapassado por Avengers: Infinity War e Avengers: Endgame que sustenta mundialmente o primeiro. É a segunda maior bilheteria da franquia com mais de US$ 1,2 bilhão, atrás apenas de Furious 7. Já na bilheteria doméstica, Estados Unidos e Canadá, somou pouco mais de US$ 225 milhões, ficando atrás dos dois filmes anteriores. Foi o terceiro filme de maior receita em 2017, sendo superado por Star Wars: The Last Jedi e Beauty and the Beast. Atualmente, é o décimo nono maior bilheteria de todos os tempos.
Uma sequência, intitulada Fast & Furious 9, está prevista para estrear em 22 de maio de 2020.

## Enredo
Dominic "Dom" Toretto e Letty Ortiz estão em sua lua de mel em Havana, quando Dom é desafiado a uma corrida de rua em um show de automóveis pelo piloto local Raldo. Dom corre para o carro de Raldo, com a intenção de dar a seu primo Fernando, enquanto apostando seu próprio carro. Depois de estreita vencer a corrida, Dom permite Raldo para manter seu carro, ganhando seu respeito, e em vez disso deixa seu primo com seu carro de espetáculo. No dia seguinte, Dom é abordado pela esquiva ciberterrorista, que o coagiu a trabalhar para ela.
Pouco depois do encontro, Dom e sua equipe, que compõem Letty, Roman Pearce, Tej Parker e Ramsey, são recrutados pelo agente do Serviço de Segurança Diplomática (DSS) Luke Hobbs, para ajudá-lo a recuperar um dispositivo EMP de um posto militar em Berlim. Durante a fuga, Dom bate no carro de Hobbs, forçando-o a capotar para fora da estrada e roubando o dispositivo para Cipher. Hobbs é preso na mesma prisão de alta segurança que ele ajudou a prender Deckard Shaw. Depois de fugir, ambos são recrutados pelo agente de inteligência Frank Petty / Mr. Ninguém e seu protegido, Eric Reisner / Little Nobody, para ajudar a equipe a encontrar Dom e capturar Cipher.
Deckard revela que era a autora de encontros anteriores com a equipe, como empregar seu irmão Owen Shaw para roubar o dispositivo Nightshade e orquestrar a tentativa de roubo de Olho de Deus, programa de software de Ramsey. A equipe rastreia Dom e até sua própria localização, assim como eles atacam a base e roubam o Olho de Deus. Quando Dom começa a questionar os motivos de, ela revela que ela segurou a ex-amante de Dom e a agente de DSS Elena Neves - assim como seu filho, cuja existência Dom era anteriormente desconhecida - refém para manter Dom leal a ela. Elena diz a Dom que a criança nasceu como resultado de uma gravidez não desejada e que ela queria que ele decidisse o primeiro nome da criança, já lhe tendo dado o nome do meio Marcos.
Cipher então envia Dom para Nova York para recuperar ogivas nucleares realizado pelo Ministro da Defesa Russo. Dom consegue fugir dela por um curto período de tempo através de uma distração criada por Raldo, permitindo-lhe encontrar-se com a mãe de Deckard e Owen Shaw, Magdalene Shaw, para ajudar. A equipe intercepta Dom depois que ele rouba as ogivas nucleares, mas Dom escapa, atirando e matando Deckard no processo. Cipher facilita a fuga de Dom, invadindo todos os carros autônomos da cidade e reprogramando-os para auto-drive, causando estragos em toda a cidade. Letty atende a Dom, mas é emboscada e quase morta pelo enforcer de Cipher, Connor Rhodes, antes de Dom resgata-la. Em retaliação, Cipher faz Rhodes matar Elena na frente de Dom.
Dom é então enviado para a Rússia para usar o dispositivo EMP para ativar um submarino nuclear, permitindo Cipher sequestrar e tentar usar seu arsenal para desencadear uma guerra nuclear. Eles são novamente interceptados pela equipe, fornecidos com veículos modificados por Little Nobody. Enquanto isso, Deckard, que havia fingido sua morte e foi extraído por Tego Leo e Rico Santos, ex-integrantes da equipe de Dom, infiltra-se no avião de Cipher para resgatar o filho de Dom, a pedido de Magdalene, com a ajuda de Owen. Depois que Deckard relata que a criança está segura, Dom liga para Cipher e mata Rhodes, vingando a morte de Elena, antes de se juntar à sua equipe. Indignada, Cipher lança um míssil infravermelho em Dom, mas ele se separa de sua equipe e faz manobras em torno do submarino, fazendo com que o míssil exploda nele em vez disso. A equipe forma rapidamente um bloqueio veicular em torno de Dom, protegendo-o da explosão que se seguiu. Quando Deckard chega à frente do avião e confronta Cipher, ela faz sua fuga saindo de pára-quedas do avião.
Petty e Reisner visitam Dom e sua equipe em Nova York para informar que a Cipher ainda está em liberdade. Hobbs é oferecido seu trabalho DSS volta, mas ele recusou, a fim de passar mais tempo com sua filha. Deckard então chega para entregar o filho de Dom, colocando suas diferenças de lado com Dom e Hobbs no processo, e é aceito em sua família. Dom decide nomear seu filho Brian, em homenagem a seu amigo e cunhado Brian O'Conner, e eles comemoram.

## Elenco
| Ator / Atriz             | Personagem            |
| ------------------------ | --------------------- |
| Vin Diesel               | Dominic "Dom" Toretto |
| Dwayne Johnson           | Luke Hobbs            |
| Jason Statham            | Deckard Shaw          |
| Michelle Rodriguez       | Letty Ortiz           |
| Tyrese Gibson            | Roman Pearce          |
| Chris "Ludacris" Bridges | Tej Parker            |
| Charlize Theron          | Cipher                |
| Kurt Russell             | Sr. Ninguém           |
| Scott Eastwood           | Little Nobody         |
| Nathalie Emmanuel        | Ramsey                |
| Patrick St. Esprit       | D.S. Allan            |
| Elsa Pataky              | Elena                 |
| Luke Evans               | Owen Shaw             |
| Helen Mirren             | Magdalene Shaw        |
| Kristofer Hivju          | Rhodes                |
| Eden Estrella            | Sam                   |
| Celestino Cornielle      | Raldo                 |

## Dublagem brasileira
- Estúdio de dublagem: Delart[14]
- Direção de Dublagem:  Pádua Moreira[14]
- Cliente:  Universal[14]
- Tradução:  Pavlos Euthymiou[14]
- Mixagem:  Gustavo Andriewiski[14]

Dubladores
- Hobbs: Jorge Vasconcellos[14]
- Dom: Jorge Lucas[14]
- Cipher: Mônica Rossi[14]
- Roman: Duda Ribeiro[14]
- Letty: Gabriella Bicalho[14]
- Tej: Alexandre Moreno[14]
- Deckard: Armando Tiraboschi[14]
- Ninguém: Ricardo Schnetzer[14]
- Ninguenzinho: Mckeidy Lisita[14]
- Ramsey: Marcela Duarte[14]
- D.S. Allan: Helio Ribeiro[14]
- Elena: Christiane Louise[14]
- Sra. Shaw: Mariangela Cantú[14]
- Rhodes: Mauro Horta[14]
- Sam: Maria Fontenelle[14]
- Raldo: Rodrigo Oliveira[14]

## Produção
Vin Diesel falou sobre uma possível sequência de Furious 7:

Eu estava tentando mantê-la perto do colete durante todo o lançamento. Paul Walker costumava dizer que um oitavo filme foi garantido. E, de certa forma, quando seu irmão garante algo, você sente às vezes como você tem que se certificar de que venha a acontecer. Por isso, se o destino tem isso, então você vai ter isso quando você ouvir sobre isso. Furious 7 foi para o Paul Walker, o oitavo filme é de Paul Walker.

### Moldagem
Vin Diesel, Kurt Russell, e Michelle Rodriguez foram os primeiros a confirmar sua participação no filme, e Tyrese Gibson e Chris Bridges confirmaram o seu regresso, logo depois, com Lucas Black tendo já assinou contrato para reprisar seu papel de Velozes e Furiosos: Desafio em Tóquio como Sean Boswell para Furious 7, e mais duas parcelas em setembro de 2013. [19] Em maio de 2015, Dwayne Johnson confirmou sua participação no filme, além disso, sugerindo um possível spin-off do filme envolvendo seu personagem, Luke Hobbs.[20] Jason Statham também confirmou seu retorno. [21]
Em abril de 2016, Charlize Theron e Kristofer Hivju foram admitidos como adições ao elenco no papel de vilão, [22] [23], enquanto Scott Eastwood também se juntou ao elenco como um agente de aplicação da lei. [24] Em 17 de maio de 2016, Diesel postou uma foto em seu Instagram em que estava ele e Elsa Pataky no set, o que indica que ela também havia retornado para o filme, [25] e foi seguido, dois dias depois por um vídeo em conjunto com Nathalie Emmanuel, que também estrelou o filme anterior. [26] em junho de 2016, Helen Mirren anunciou em uma entrevista que ela vai aparecer no filme.[27]

### Filmagens
De acordo com a disposição da franquia para filmar em localidades "exóticas", como Dubai e Rio de Janeiro, em janeiro de 2016, foi divulgado que a Universal estava buscando a aprovação dos Estados Unidos e do governo cubano para filmar em Cuba.[28]
A filmagem começou em 14 de Março de 2016, no Mývatn na Islândia.[30]
No final de abril, as filmagens começaram em Havana, Cuba em maio, as filmagens também ocorreram em Cleveland, Ohio.[37]
Stephen F. Windon foi confirmado para retornar para a oitava parcela. [38]
As filmagens também aconteceram em Atlanta e Nova York. [39]

### Sequência
A sequência, intitulada Fast & Furious 9, está prevista para estrear em maio de 2020.